# USS Walke (DD-723)
O USS Walke (DD 723) foi um Destroyer norte-americano que serviu durante a Segunda Guerra Mundial.

## Comandantes
| Comandante                | Data                                              |
| ------------------------- | ------------------------------------------------- |
| Cdr. John Crawford Zahm   | 21 de Janeiro de 1944 - 26 de Novembro de 1944    |
| Cdr. George Fleming Davis | 26 de Novembro de 1944 - 6 de Janeiro de 1945 (+) |
| Lt. John Simeon Burns     | 6 de Janeiro de 1945 - 12 de Fevereiro de 1945    |
| Cdr. John Frink McGillis  | 12 de Fevereiro de 1945 - 17 de Abril de 1947     |